# Rockaway

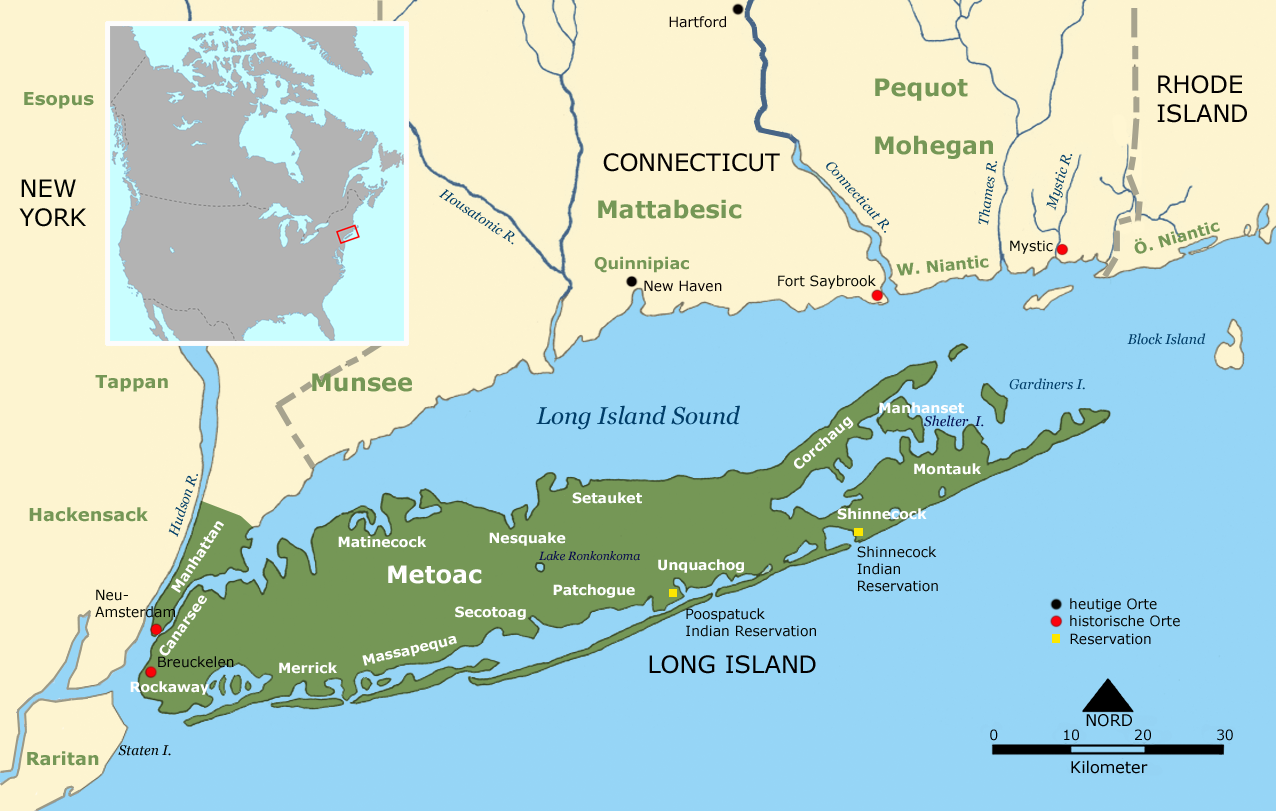
Wohngebiet der Rockaway und benachbarter Stämme um 1600

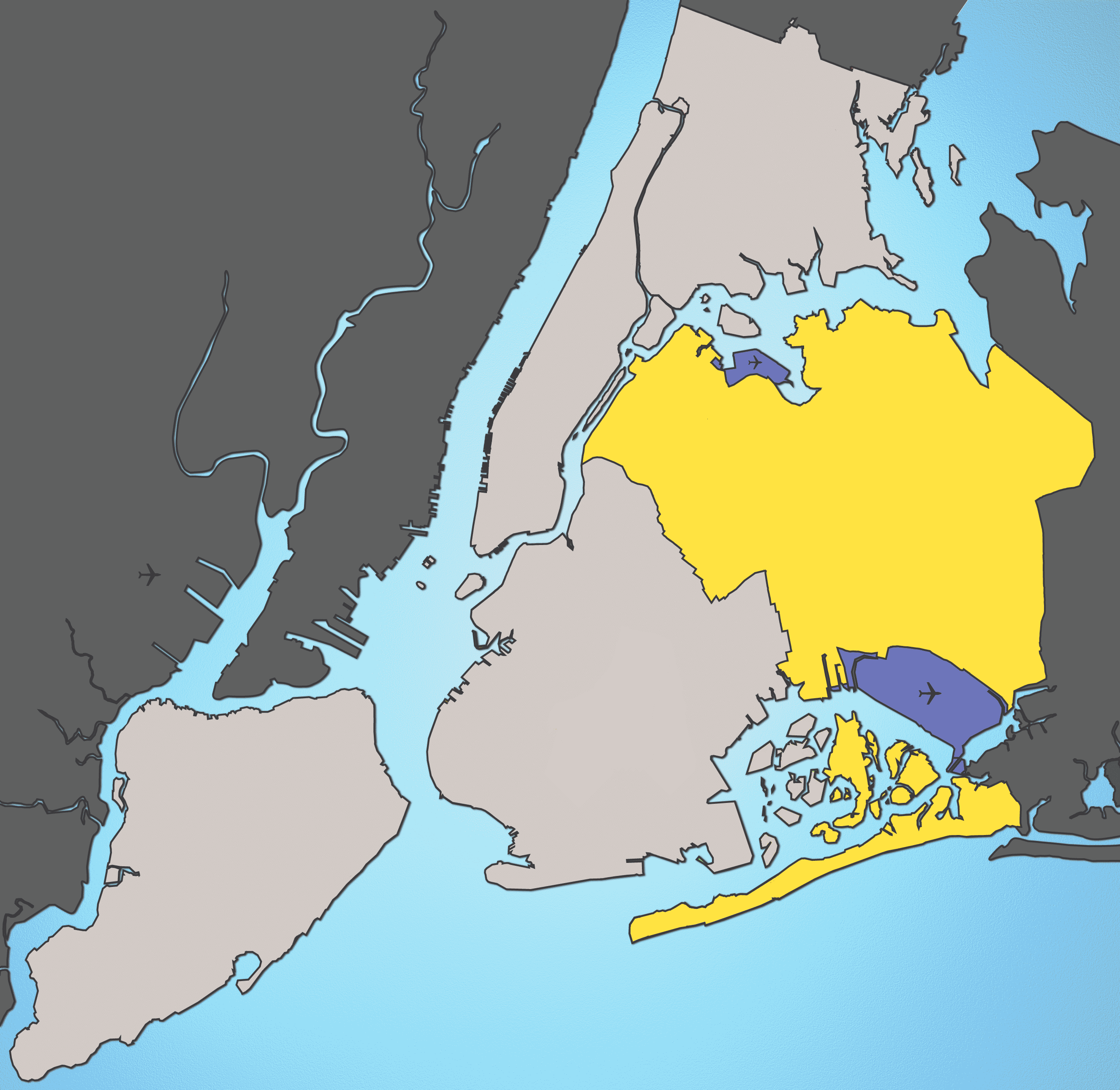
New York City, Queens ist gelb eingefärbt

Mit Rockaway wird ein Algonkin sprechender Indianerstamm bezeichnet, der zu Beginn des 17. Jahrhunderts im südwestlichen Teil von Long Island im heutigen Stadtgebiet von Queens in New York City lebte.

## Name und Sprache
Rockaway ist die englische Verfälschung des Eigennamens Reckowacky und bedeutet Platz unseres eigenen Volkes. Anderen Quellen zufolge heißt Reckowacky jedoch einsamer Platz oder auch Platz der hellen Wasser. Es war ein Dorfname, der, wie bei vielen Stämmen der Region, für den ganzen Stamm angewendet
wurde. Die frühen englischen Siedler waren nicht sehr sicher in der Rechtschreibung, deshalb gab es für diesen Stammesnamen eine Anzahl weiterer Schreibweisen: Rechouwhacky, Reckonhacky, Rechkewick; Rechqua Akie, Rechkawyck, Reckowacky, Reckomacki und Rechowacky.
Die Rockaway sprachen Munsee-Delaware. Die Delaware oder Lenni Lenape sprachen Dialekte von zwei eng verwandten östlichen Algonkin-Sprachen, nämlich Munsee und Unami. Munsee unterscheidet sich deutlich von den Sprachen seiner östlichen Nachbarn, den Mahican und den Idiomen des südlichen Neuenglands und östlichen Long Islands. Unter den östlichen Algonkin-Sprachen werden jedoch viele Wörter und andere linguistische Merkmale mit benachbarten Sprachen geteilt.
Die Indianer im westlichen Long Island waren politisch, kulturell und sprachlich mit den Stämmen rund um Manhattan eng verbunden. Diese umfassten die Canarsee in Brooklyn, die Rockaway und vermutlich die Massapequa und die Matinecock nördlich der Massapequa. Auf Long Island ist es besonders schwierig, zwischen Dorfnamen und größeren lokalen Gruppen zu unterscheiden. Eine scharfe linguistische und politische Trennung zwischen westlichen und östlichen Long Island Indianern ist klar und archäologische Fundstätten scheinen sich an den entgegengesetzten Enden der Insel zu häufen, aber die nach Osten gerichtete Strömung der Bevölkerung im 17. Jahrhundert macht es schwierig, die ethnische Grenzen der Ureinwohner genau zu bestimmen. Es ist zum Beispiel möglich, dass die Massapequa und Matinecock überhaupt keine Munsee-Sprecher waren, sondern zu den linguistischen Vorfahren der Unquachog gehörten. Obwohl es ständige Bewohner Staten Islands gab, schienen die Indianer der umliegenden Gebiete Nießbrauchrechte für die Insel zu besitzen. Einige der Nayack jenseits der Narrows zogen im Jahre 1652 dorthin, nachdem sie ihr eigenes Land verkauft hatten, und dieses mag auf eine enge Verwandtschaft mit den Ureinwohnern Staten Islands hindeuten.

## Wohngebiet
Die Rockaway bewohnten im 17. Jahrhundert ein Gebiet, das heute unter Richmond Hill bekannt ist und im New Yorker Stadtteil Queens liegt, sowie Teile der Jamaica Bay und die vorgelagerte Halbinsel Rockaway. Aus historischen Aufzeichnungen ist bekannt, dass Henry Hudson auf seiner Suche nach einem kürzeren Seeweg nach Ostasien die später Rockaway genannte Halbinsel entdeckte. Er glaubte irrtümlich, die dahinter liegende Jamaica Bay sei die Mündung eines großen, von Norden her kommenden Flusses.

## Geschichte
Hudson fand bekanntlich den verkürzten Seeweg nach Asien nicht, doch er kehrte mit einer Ladung wertvoller Pelze nach Europa zurück. Schon im folgenden Jahr fuhr das nächste holländische Schiff den Hudson River hinauf, und bald entwickelte sich ein reger Pelzhandel mit den Ureinwohnern. Die Rockaway hatten zwar keine Pelze anzubieten, aber dafür Wampum, dass im Pelzhandel als Zahlungsmittel akzeptiert wurde. Wampum-Perlen gewann man durch Aufbrechen und Zermahlen von Seemuscheln. Der rote Bereich der Quahog-Muschel (Mercenaria mercenaria) lieferte die schwarzen Perlen und der Panzer der röhrenförmigen Meeresschnecken (Busycon carica und Busycon canaliculatum) die weißen, die aber nur den halben Wert hatten. Die Ureinwohner Long Islands waren Meister in der Herstellung von Wampum. Dieser war entsprechend wertvoll und weckte bald die Begehrlichkeiten anderer Stämme.
Der Kontakt zu Europäern brachte rasch Veränderungen in die Lebensweise der Indianer auf Long Island. Die meiste Zeit verbrachten sie nicht mehr mit der Nahrungsbeschaffung, sondern sie änderten ihre saisonalen Wanderungen und konzentrierten sich fast völlig auf das Sammeln und die Herstellung der Muschelperlen. Die Holländer hatten im großen Stil den Pelzhandel mit diversen indianischen Stämmen eingeführt und Fort Orange beim heutigen Albany war das Handelszentrum für die Stämme im zentralen und nördlichen Bundesstaat New York. Diese standen in direkter Konkurrenz mit den Ureinwohnern des unteren Hudson-Tals und auf Long Island, die jedoch bei weitem nicht die Pelz-Ressourcen besaßen, wie ihre Nachbarn im Norden. Inzwischen hatte man aber Wampum als offizielles Zahlungsmittel anerkannt und damit waren die Rockaway wieder im Geschäft. Als die Männer sich zunehmend um die Jagd und Herstellung von Wampum kümmern mussten, übernahmen die Frauen die Beschaffung von Lebensmitteln für die Familie.
Inzwischen begannen die Holländer mit dem Verkauf von Feuerwaffen und Munition an die Mohawk und andere irokesischen Stämme. Um 1635 überfielen die Mohawk die Rockaway und ihre benachbarten Stämme, unterwarfen sie und forderten Tributzahlungen in Form von Wampum.
Im Wappinger-Krieg (1643–1645) kämpften die Rockaway gemeinsam mit etwa 20 anderen Stämmen aus der Region gegen die Holländer. Obwohl heute nur wenig darüber bekannt ist, war der Wappinger-Krieg einer der blutigsten und grausamsten Ausrottungskriege gegen die Indianer. Im Frühjahr 1644 kamen die Sachems des Bündnisses nach Fort Amsterdam, um einen Friedensvertrag abzuschließen. Zusammen mit ihren Alliierten hatten sie über 1.600 tote Stammesmitglieder zu beklagen. Allein die Long-Island-Stämme verloren 1.000 Angehörige und waren deshalb zunächst nicht bereit, ihre Waffen niederzulegen. Nach Vermittlung durch die Mahican unterzeichneten sie schließlich im August 1644 in Fort Orange einen Friedensvertrag. Die Wappinger und westlichen Metoac wurden Tributpflichtige der Mahican und mussten eine enorme jährliche Zahlung in Form von Wampum an die Mahican leisten.
Die Mahican hatten keine eigenen Verluste zu beklagen und der Vertrag von Fort Orange versetzte sie in die Lage, den Wampum-Handel im Westen Long Islands zu kontrollieren. Die Stämme im westlichen Long Island ihrerseits waren in diesem Konflikt nahezu dezimiert worden. Um die Demütigung zu erhöhen, sammelten die Mahican den fälligen Tribut nicht selbst ein, sondern schickten die Wappinger als ihre Eintreiber zu den Metoac. Das Ausbleiben von Zahlungen hatte Überfälle der Wappinger auf Metoac-Dörfer zur Folge und die Holländer schritten nicht ein.
Die Mahican waren es auch, die einen Teil des Landes der Rockaway einschließlich der Halbinsel an die Holländer verkauften. Um 1685 hatten die Engländer New York von den Holländern übernommen und der Rest des Landes wurde von Sachem Tackapoucha für 31 Pfund Sterling an einen englischen Kolonisten verkauft.
Die Rockaway teilten das Schicksal ihrer Nachbarn. In weniger als hundert Jahren wurden sie durch Kriege gegen Holländer, Engländer und verschiedene indianische Stämme, durch verheerende europäische Krankheiten und Alkohol-Missbrauch dezimiert. Die übrig gebliebenen Rockaway vermischten sich mit den benachbarten Stämmen und hatten vermutlich schon im 18. Jahrhundert ihre Identität als Stamm verloren.